# Långlöts distrikt
Långlöts distrikt är ett distrikt i Borgholms kommun och Kalmar län på centrala Öland. 
Distriktet ligger på Ölands östkust sydost om Borgholm. 

## Tidigare administrativ tillhörighet
Distriktet inrättades 2016 och utgörs av en del av det område som Borgholms stad omfattade före 1971, delen  som utgjorde Långlöts socken före 1969.
Området motsvarar den omfattning Långlöts församling hade vid årsskiftet 1999/2000.